# Zyuzicosa fulviventris
Zyuzicosa fulviventris is een spinnensoort in de taxonomische indeling van de wolfspinnen (Lycosidae).
Het dier behoort tot het geslacht Zyuzicosa. De wetenschappelijke naam van de soort werd voor het eerst geldig gepubliceerd in 1875 door Kroneberg.

## Voorkomen
De soort komt voor in Oezbekistan.